# Plestiodon stimpsonii
Plestiodon stimpsonii (сцинк Стімпсона) — вид сцинкоподібних ящірок родини сцинкових (Scincidae). Ендемік Японії. Вид названий на честь американського зоолога Вільяма Стімпсона.

## Поширення і екологія
Сцинки Стімпсона мешкають на островах Яєяма в південній частині архіпелагу Рюкю, за винятком острова Йонагунідзіма. Вони живуть на прибережних луках і в субтропічних вічнозелених лісах. Відкладають яйця, в кладці 4-5 яєць.

## Збереження
МСОП класифікує стан збереження цього виду як близький до загрозливого. Plestiodon stimpsonii загрожує хижацтво з боку інтродукованих тварин.